# Arrondissement Château-Gontier
Das Arrondissement Château-Gontier ist eine französische Verwaltungseinheit im Département Mayenne innerhalb der Region Pays de la Loire. Verwaltungssitz (Unterpräfektur) ist Château-Gontier.
Im Arrondissement liegen vier Wahlkreise (Kantone) und 76 Gemeinden.

## Wahlkreise
- Kanton Château-Gontier-sur-Mayenne-1
- Kanton Château-Gontier-sur-Mayenne-2
- Kanton Cossé-le-Vivien
- Kanton Meslay-du-Maine (mit 23 von 35 Gemeinden)

## Gemeinden
Die Gemeinden des Arrondissements Château-Gontier sind:
| 1. Arquenay (53009)                     | 2. Astillé (53011)                | 3. Athée (53012)                    | 4. Ballots (53018)                  |
| 5. Bannes (53019)                       | 6. Bazougers (53025)              | 7. Beaumont-Pied-de-Bœuf (53027)    | 8. Bierné-les-Villages (53029)      |
| 9. Bouchamps-lès-Craon (53035)          | 10. Bouère (53036)                | 11. Bouessay (53037)                | 12. Brains-sur-les-Marches (53041)  |
| 13. Château-Gontier-sur-Mayenne (53062) | 14. Châtelain (53063)             | 15. Chemazé (53066)                 | 16. Chémeré-le-Roi (53067)          |
| 17. Chérancé (53068)                    | 18. Congrier (53073)              | 19. Cosmes (53075)                  | 20. Cossé-en-Champagne (53076)      |
| 21. Cossé-le-Vivien (53077)             | 22. Coudray (53078)               | 23. Courbeveille (53082)            | 24. Craon (53084)                   |
| 25. Cuillé (53088)                      | 26. Daon (53089)                  | 27. Denazé (53090)                  | 28. Fontaine-Couverte (53098)       |
| 29. Fromentières (53101)                | 30. Gastines (53102)              | 31. Gennes-Longuefuye (53104)       | 32. Grez-en-Bouère (53110)          |
| 33. Houssay (53117)                     | 34. La Bazouge-de-Chemeré (53022) | 35. La Boissière (53033)            | 36. La Chapelle-Craonnaise (53058)  |
| 37. La Cropte (53087)                   | 38. La Roche-Neuville (53136)     | 39. La Roë (53191)                  | 40. La Rouaudière (53192)           |
| 41. La Selle-Craonnaise (53258)         | 42. Laubrières (53128)            | 43. Le Bignon-du-Maine (53030)      | 44. Le Buret (53046)                |
| 45. Livré-la-Touche (53135)             | 46. Maisoncelles-du-Maine (53143) | 47. Marigné-Peuton (53145)          | 48. Mée (53148)                     |
| 49. Ménil (53150)                       | 50. Méral (53151)                 | 51. Meslay-du-Maine (53152)         | 52. Niafles (53165)                 |
| 53. Origné (53172)                      | 54. Peuton (53178)                | 55. Pommerieux (53180)              | 56. Préaux (53184)                  |
| 57. Prée-d’Anjou (53124)                | 58. Quelaines-Saint-Gault (53186) | 59. Renazé (53188)                  | 60. Ruillé-Froid-Fonds (53193)      |
| 61. Saint-Aignan-sur-Roë (53197)        | 62. Saint-Brice (53203)           | 63. Saint-Charles-la-Forêt (53206)  | 64. Saint-Denis-d’Anjou (53210)     |
| 65. Saint-Denis-du-Maine (53212)        | 66. Saint-Erblon (53214)          | 67. Saint-Loup-du-Dorat (53233)     | 68. Saint-Martin-du-Limet (53240)   |
| 69. Saint-Michel-de-la-Roë (53242)      | 70. Saint-Poix (53250)            | 71. Saint-Quentin-les-Anges (53251) | 72. Saint-Saturnin-du-Limet (53253) |
| 73. Senonnes (53259)                    | 74. Simplé (53260)                | 75. Val-du-Maine (53017)            | 76. Villiers-Charlemagne (53273)    |

## Neuordnung der Arrondissements 2017

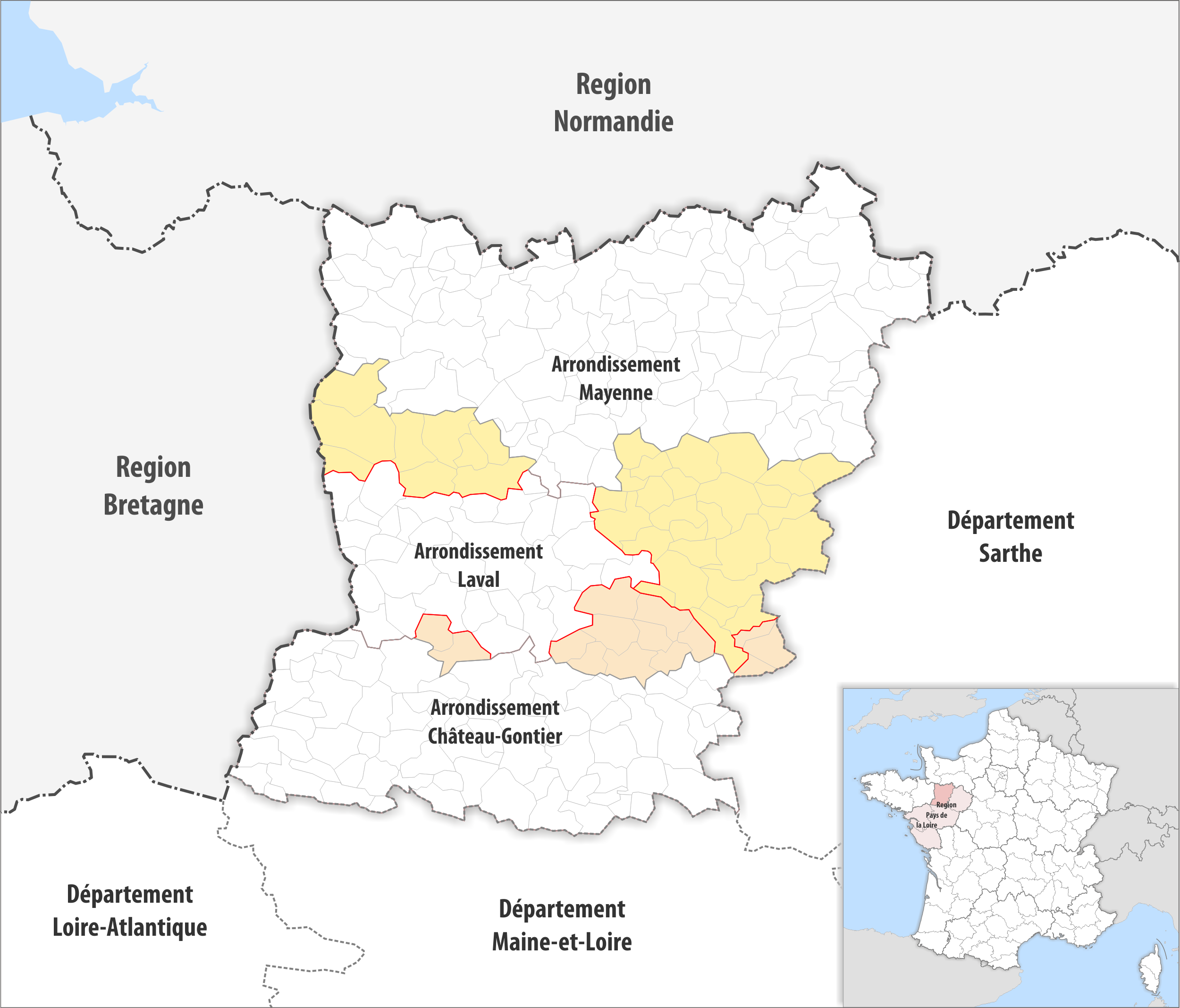
Arrondissementsanpassungen im Jahr 2017

Durch die Neuordnung der Arrondissements im Jahr 2017 wurde aus dem Arrondissement Laval die Fläche der 14 Gemeinden Arquenay, Astillé, Bannes, Bazougers, Chémeré-le-Roi, Cossé-en-Champagne, Courbeveille, La Bazouge-de-Chemeré, La Cropte, Le Bignon-du-Maine, Maisoncelles-du-Maine, Meslay-du-Maine, Saint-Denis-du-Maine und Val-du-Maine dem Arrondissement Château-Gontier zugewiesen.

## Ehemalige Gemeinden seit der landesweiten Neuordnung der Arrondissements
bis 2018: Bierné, Argenton-Notre-Dame, Saint-Laurent-des-Mortiers, Saint-Michel-de-Feins, Château-Gontier, Azé, Saint-Fort, Gennes-sur-Glaize, Longuefuye, Loigné-sur-Mayenne, Saint-Sulpice
bis 2017: Ampoigné, Laigné
bis 2016: Ballée, Épineux-le-Seguin